# Gare de Grigny-le-Sablon
Gare de Grigny-le-Sablon – przystanek kolejowy w Grigny, w departamencie Rodan, w regionie Owernia-Rodan-Alpy, we Francji.
Jest przystankiem kolejowym Société nationale des chemins de fer français (SNCF), obsługiwanym przez pociągi TER Rhône-Alpes, kursujące między Lyonem i Givors.